# Alfonso Ponce de León
Alfonso Ponce de León, né le 10 septembre 1906 à Malaga et mort le 29 septembre 1936 à Madrid, est un artiste peintre espagnol lié au réalisme magique.

## Biographie
De 1923 à 1927, il étudie à l’Académie royale des beaux-arts Saint-Ferdinand, où il rencontre Salvador Dalí, Maruja Mallo, ainsi que sa future épouse Margarita Manso. Influencé par l'essai de Franz Roh sur le réalisme magique, il développe une œuvre figurative aux accents étranges, et devient un acteur important des avant-gardes à Madrid sous la Seconde République. À titre d'exemple, il illustre les couvertures de Cazador en el alba de Francisco Ayala en 1930 ou encore La esfinge maragata de Concha Espina en 1931, et dessine les décors pour L'Abuseur de Séville mis en scène par La Barraca de Federico García Lorca en 1933. Il participe à divers salons madrilènes, dont deux fois à l'Exposition nationale des beaux-arts, et organise son unique exposition personnelle en 1935, au Centro de Exposición e Información de la capitale espagnole.
Également cinéphile, il est lié à Luis Buñuel et Edgar Neville (qui le fait jouer dans ses courts-métrages Falso noticiario et Do, Re, Mi, Fa, Sol), et fonde le ciné-club du Sindicato Español Universitario. Hors d'Espagne, il passe six mois à Paris où il rencontre Pablo Picasso, et il intègre les expositions de la Sociedad de Artistas Ibéricos (es) à Copenhague (Kunsthal Charlottenborg, 1932) et Berlin (galerie Alfred Flechtheim, 1933). 
Sur le plan politique, il adhère aux idées phalangistes : il fréquente la tertulia de « La Ballena Alegre », dessine le logo du déjà cité Sindicato Español Universitario, publie des illustrations dans l'hebdomadaire Arriba, dessine des affiches de propagande... Arrêté par les Républicains au début de la Guerre d'Espagne, il est détenu quelques jours dans la checa du Círculo de Bellas Artes, puis fusillé le 29 septembre 1936.

## Œuvres au Musée Reina Sofía de Madrid

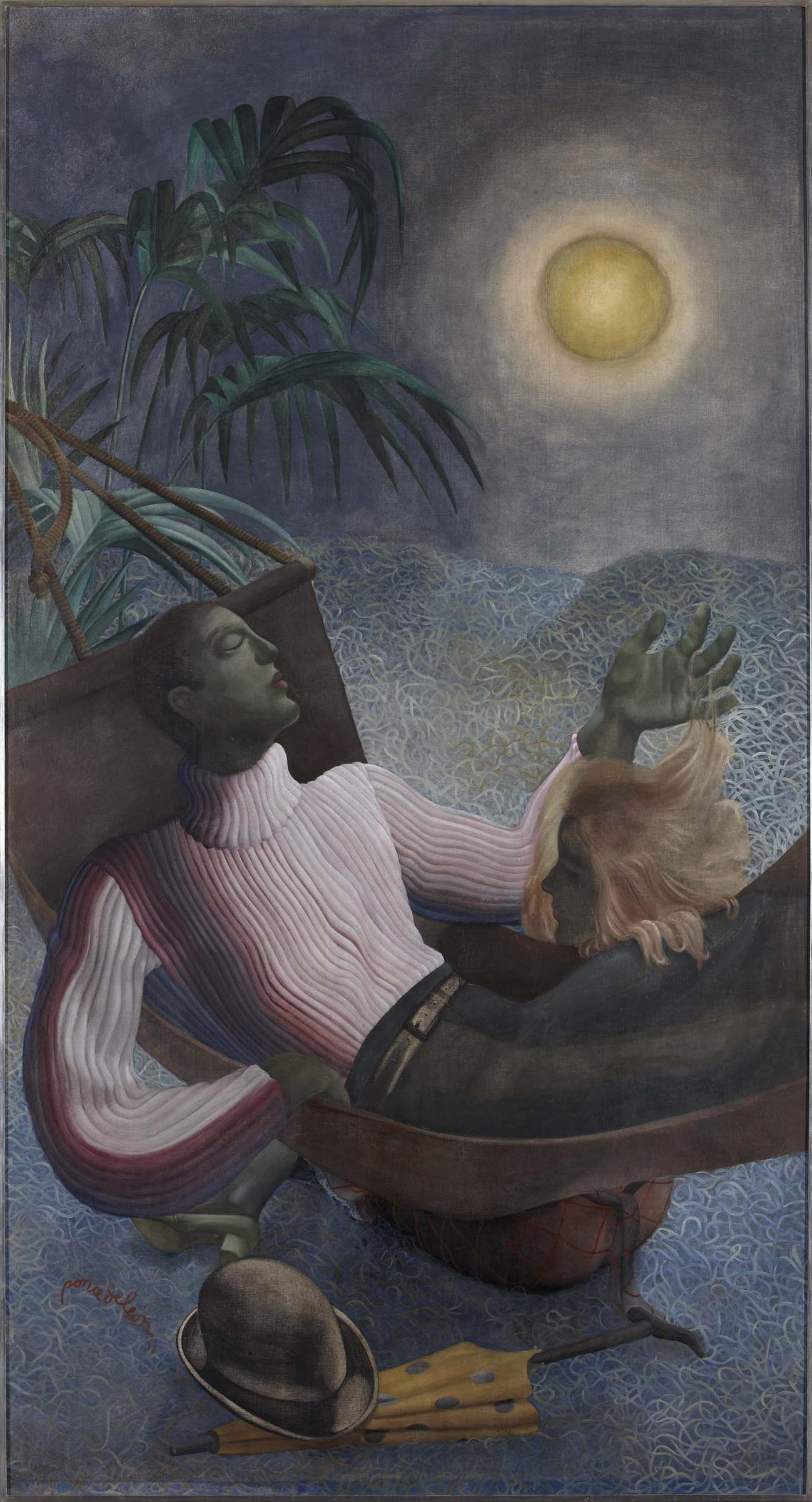
Le Repos (1931)
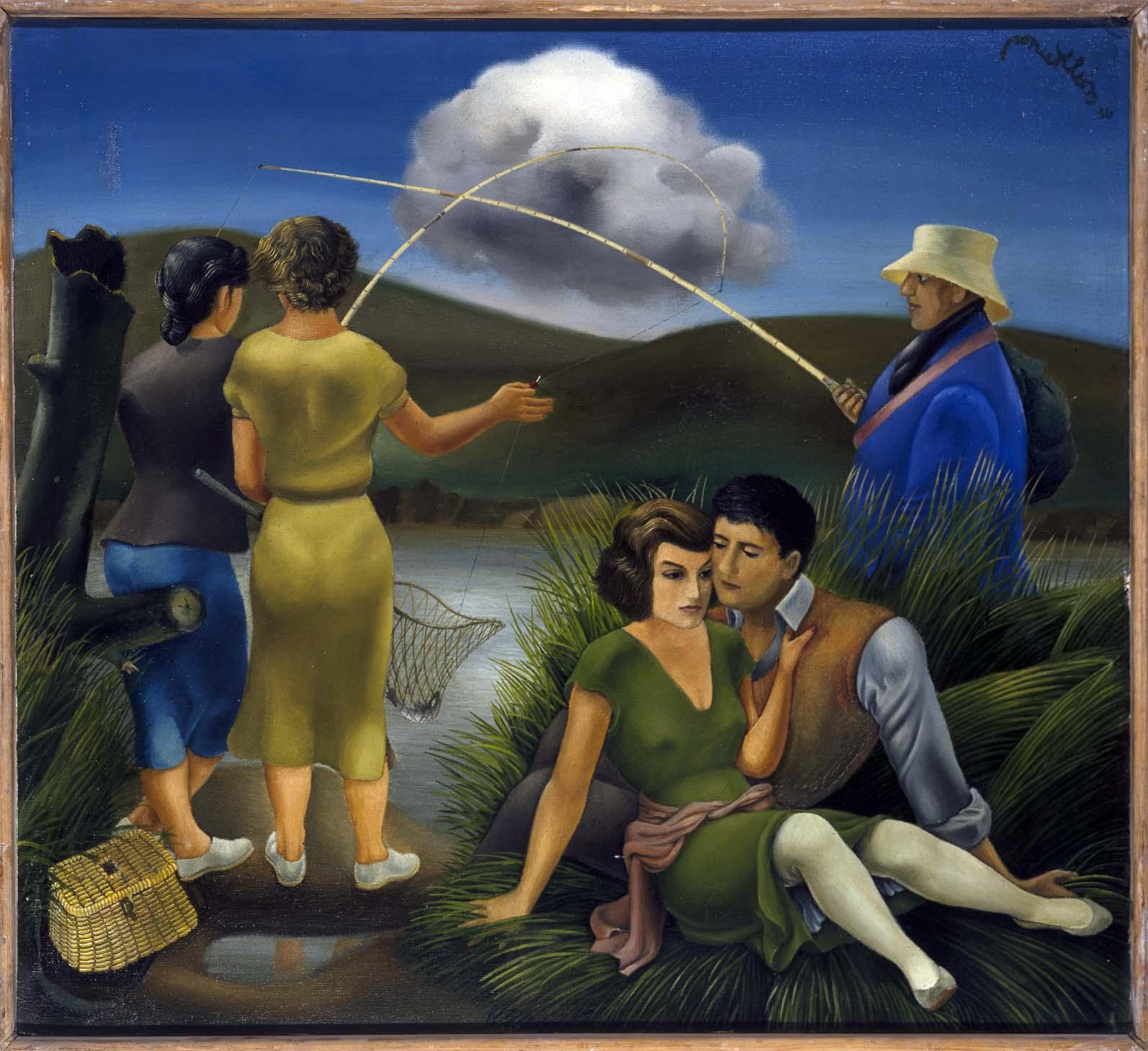
Jeunes gens et pêcheur (1936)
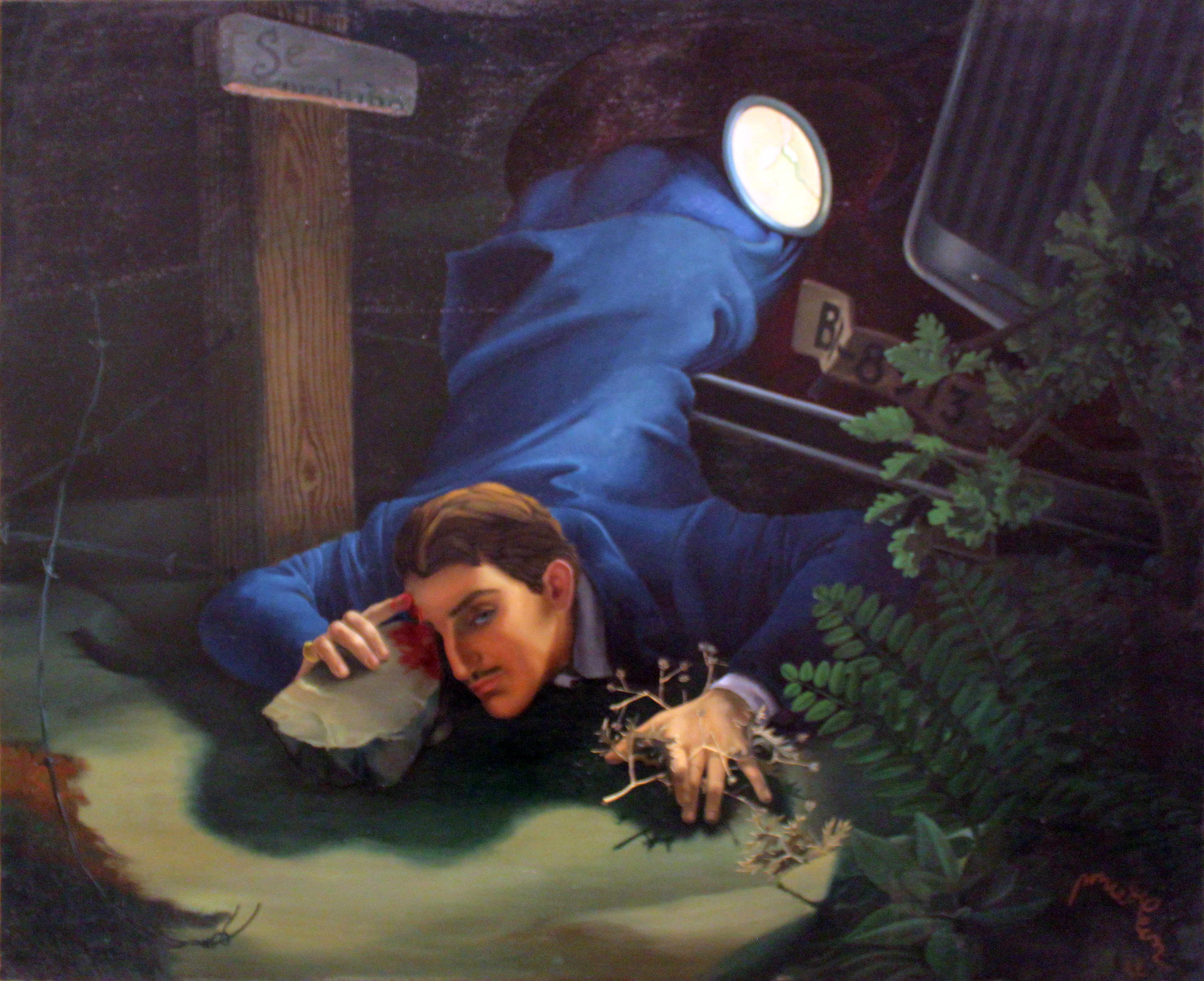
Autoportrait (Accident) (1936)

## Postérité
Mort prématurément à 30 ans, puis marginalisé par la critique d'art à cause de son soutien au franquisme, Alfonso Ponce de León n'est réhabilité qu'à partir de la fin des années 1990. En 1997, le Musée d'Art moderne de Paris l'inclut dans l'exposition « Années 30 en Europe : le temps menaçant ». En 2001, le Musée Reina Sofía de Madrid organise une rétrospective et expose désormais ses œuvres aux côtés de celles des surréalistes Salvador Dalí ou Ángeles Santos Torroella. En 2009, Jim Jarmusch rend hommage à son fameux Autoportrait (Accident) prémonitoire dans The Limits of Control. En 2017, la mairie de Madrid décide d'installer une plaque commémorative à sa dernière adresse, au n°2 du Paseo de la Castellana.